# Suzanne Otters-Bruijnen
Suzanne Mayke Otters-Bruijnen (Waalre, 4 januari 1972) is een Nederlandse bestuurder en VVD-politica. Sinds 11 april 2023 is zij burgemeester van Son en Breugel.

## Biografie

### Opleiding en loopbaan
Otters is geboren en getogen in Waalre. Ze groeide op als jongste in een gezin met drie kinderen. Otters studeerde Nederlands recht aan de Universiteit Maastricht en Notarieel recht aan de Universiteit Nijmegen. Na haar afstuderen in 1999 was zij werkzaam als kandidaat-notaris bij een notariskantoor in Eindhoven en werkte zij negen jaar bij een makelaarskantoor in Vught. Van 2014 tot 2021 was ze buitengewoon ambtenaar van de burgerlijke stand en heeft ze ongeveer 150 huwelijken voltrokken.

### Politieke loopbaan
Van 2006 tot april 2015 was Otters lid, en later fractievoorzitter, van de gemeenteraad van Vught. In 2015 trad ze toe tot Provinciale Staten in Noord-Brabant. Vanaf 2019 was ze fractievoorzitter van de VVD Statenfractie en vicevoorzitter van Provinciale Staten. In deze periode was ze onder anderen verantwoordelijk voor de coalitie van de VVD met het CDA en Forum voor Democratie (FvD). In januari 2022 werd Otters benoemd tot gedeputeerde, met portefeuilles Mobiliteit, Organisatie en Europese Programma’s.

### Burgemeester
Otters werd op 6 februari 2023 door de gemeenteraad van Son en Breugel voorgedragen als nieuwe burgemeester; op 11 april 2023 werd ze benoemd.

## Persoonlijk
Suzanne Otters is getrouwd en heeft samen met haar man vier kinderen. Sinds juli 2023 woont ze in Son en Breugel.